# بلیک گوورز
بلیک گوورز (انگلیسی: Blake Govers؛ زادهٔ ۶ ژوئیهٔ ۱۹۹۶) بازیکن هاکی روی چمن اهل استرالیا است.